# Britt Robertson
Brittany Leanna Robertson (Charlotte, Carolina del Norte; 18 de abril de 1990), más conocida como Britt Robertson, es una actriz estadounidense. Comenzó a actuar de niña en el Greenville Little Theater en South Carolina e hizo su debut en la pantalla como la versión más joven de Sheena en un episodio de Sheena en 2000. Al año siguiente hizo una aparición especial en Power Rangers Time Force y recibió una nominación al Premios Young Artist por Mejor actuación en una película televisiva, miniserie o especial - Actriz joven principal por su papel en The Ghost Club (2003). Robertson pasó a tener papeles en Growing Pains: Return of the Seavers (2004), Keeping Up with the Steins (2006), Dan in Real Life (2007), The Secret Circle (2008), Mother and Child (2009), Avalon High (2010), Scream 4 (2011) y The First Time (2011).
Robertson interpretó el papel principal de Lux Cassidy en la serie dramática Life Unexpected (2010–11), que fue cancelada en su segunda temporada a pesar de las críticas positivas. También tuvo un papel principal en la serie sobre drama adolescente sobrenatural The Secret Circle (2011-2012), igualmente cancelada después de su primera temporada. En 2013, obtuvo un papel en el elenco principal de la serie de misterio de ciencia ficción Under the Dome, que interpretó hasta 2014. Ella tuvo papeles posteriores en las películas tales como Delivery Man (2013) y Ask Me Anything (2014), para las cuales ella ganó el premio a la mejor actriz en Nashville Film Festival y fue galardonada con el Premio del Festival de Cine de Boston a la Mejor actriz de reparto por su actuación en White Rabbit (2013).
Robertson recibió un reconocimiento más amplio en 2015 después de obtener los papeles de Sophia Danko en The Longest Ride y Casey Newton en Tomorrowland. Para la primera, fue nominada para el Teen Choice Awards por Mejor actriz de cine - Drama para la última, fue nominada para el Teen Choice Awards a Mejor actriz de cine - ciencia ficción / Fantasía. En 2016, protagonizó las películas Mr. Church, junto a Eddie Murphy, y Mother's Day, junto a Jennifer Aniston y Julia Roberts, y en 2017, protagonizó la película de ciencia ficción romántica The Space Between Us y en la película de comedia dramática A Dog's Purpose. Ese mismo año, encabezó la serie original de Netflix, Girlboss, interpretando a Sophia Amoruso.

## Biografía
Nació en Charlotte, Carolina del Norte y creció en Chester, Carolina del Sur, donde primeramente mostró su interés por la actuación. Es la mayor de siete hermanos, con tres hermanos y tres hermanas, y fue educada en casa por su madre, por lo que nunca asistió a la escuela. Alternaba su trabajo cinematográfico, trabajando en el restaurante de su padre, y en la tienda de ropa de sus abuelos.

## Carrera cinematográfica
Robertson apareció por primera vez ante una audiencia al interpretar varios papeles en el escenario del Greenville Little Theater de su ciudad natal. A los 12 años, comenzó a hacer viajes prolongados a Los Ángeles para hacer una audición para papeles en series de televisión y consiguió un papel en un piloto de televisión para una serie que nunca fue recogida por una cadena. Hizo su debut en la pantalla como la versión más joven del personaje principal en un episodio de Sheena en 2000. Apareció como invitada en Power Rangers Time Force al año siguiente y recibió una nominación al premio Young Artist por Mejor actuación en una película televisiva, miniserie o especial - Actriz joven principal por su papel en The Ghost Club (2003).
Robertson fue seleccionada para interpretar a Michelle Seaver en Growing Pains: Return of the Seavers en 2004. Un papel en Keeping Up with the Steins siguió en 2006. Interpretó a Cara Burns en la película de 2007 Dan in Real Life. Robertson apareció en CSI: Crime Scene Investigation en el episodio «Go to Hell», y tuvo un papel como personaje recurrente en la serie de televisión de CBS Swingtown.
En 2008, interpretó a la protagonista en una película original de Lifetime, The Tenth Circle, basada en la novela del mismo nombre de Jodi Picoult, seguida de otros papeles televisivos.

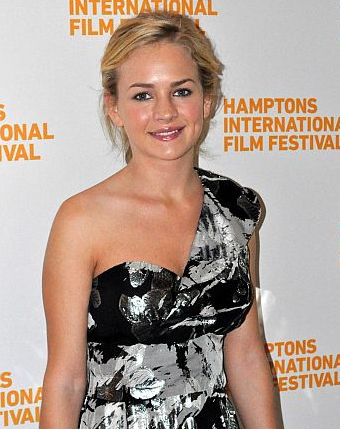
Robertson en el Festival Internacional de Cine de Hamptons en 2010.

En 2009, apareció en Mother and Child. En el mismo año, interpretó un pequeño papel como DJ en The Alyson Stoner Project. También apareció como invitada en Law & Order: Special Victims Unit en el episodio «Babes» como Tina Bernardi, una adolescente católica que queda embarazada en un pacto. A finales de otoño de 2010, interpretó a Allie Pennington en la película original de Disney Channel Avalon High, basada en el libro de Meg Cabot.
Robertson interpretó el papel principal de Lux Cassidy en la serie dramática de televisión Life Unexpected (2010-2011), que fue cancelada en su segunda temporada a pesar de las críticas positivas. En 2011, apareció como personaje secundario en Scream 4 interpretando a Marnie Cooper. También tuvo un papel principal en la serie de televisión de drama adolescente sobrenatural The Secret Circle (2011-2012), pero después de su primera temporada, también fue cancelada. Ese mismo año, protagonizó la película The First Time con Victoria Justice y Dylan O'Brien.

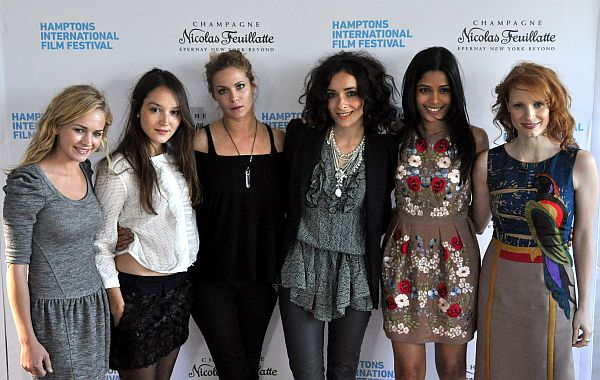
Britt Robertson, Anaïs Demoustier, Pihla Viitala, Zrinka Cvitešić, Freida Pinto y Jessica Chastain en el Festival Internacional de Cine de Hamptons.

En 2013, se unió al elenco principal de la serie de televisión de misterio de ciencia ficción Under the Dome en el papel de Angie, que interpretó hasta 2014. Tuvo papeles posteriores en las películas Delivery Man (2013) y Ask Me Anything (2014), por la que ganó el premio a Mejor actriz en el Festival de Cine de Nashville. En 2014, Robertson ganó el premio del Festival de Cine de Boston a la Mejor actriz de reparto por White Rabbit. En 2015, protagonizó The Longest Ride con Scott Eastwood, enésima adaptación de uno de los libros de Nicholas Sparks, y también interpretó el papel protagónico en la película de Disney Tomorrowland con George Clooney, por la que fue nominada al premio Teen Choice Awards como Mejor actriz de cine de ciencia ficción / Fantasía.
Robertson recibió un reconocimiento más amplio en 2015 después de conseguir los papeles de Sophia Danko en The Longest Ride; recibió una nominación para el premio Teen Choice Awards como Mejor actriz de cine - Drama. En 2016, protagonizó las películas Mr. Church y Mother's Day, y en 2017, protagonizó la película romántica de ciencia ficción The Space Between Us y la película de comedia dramática A Dog's Purpose. Ese mismo año, encabezó la serie de televisión de comedia de Netflix Girlboss, basada en el libro del mismo nombre que cuenta la historia real de la millonaria hecha a sí misma Sophia Amoruso, la fundadora de Nasty Ga. Protagonizó el drama legal de ABC For the People durante sus dos temporadas completas.
En abril de 2019, Robertson interpretó el papel de Melissa Henning, la esposa en la vida real del músico de rock cristiano Jeremy Camp, en la película romántica biográfica basada en la fe de Lionsgate I Still Believe. La película fue lanzada en marzo de 2020. En enero de 2021, Robertson se agregó al elenco del drama de ABC Big Sky como el personaje recurrente Cheyenne Kleinsasser. El 30 de julio de 2021, Robertson fue elegida para la próxima película independiente The Re-Education of Molly Singer como el personaje principal de la película.

## Filmografía
| Cine | Cine                             | Cine                            | Cine                    |
| Año  | Título                           | Rol                             | Notas                   |
| ---- | -------------------------------- | ------------------------------- | ----------------------- |
| 2003 | The Ghost Club                   | Carrie                          |                         |
| 2003 | One of Them                      | Elizabeth (joven)               | Directamente para video |
| 2004 | The Last Summer                  | Beth                            |                         |
| 2006 | Keeping Up With the Steins       | Ashley Grunwald                 |                         |
| 2007 | Frank                            | Anna York                       |                         |
| 2007 | Dan in Real Life                 | Cara Burns                      |                         |
| 2008 | From Within                      | Claire                          |                         |
| 2009 | The Alyson Stoner Project        | DJ B-Rob                        | Directamente para video |
| 2009 | Mother and Child                 | Violet                          |                         |
| 2010 | Cherry                           | Beth                            |                         |
| 2010 | Triple Dog                       | Chapin Wright                   |                         |
| 2011 | Scream 4                         | Marnie Cooper                   |                         |
| 2011 | Video Girl                       | Video Girl                      |                         |
| 2011 | The Family Tree                  | Kelly Burnett                   |                         |
| 2012 | The First Time                   | Aubrey Miller                   |                         |
| 2013 | White Rabbit                     | Julie                           |                         |
| 2013 | Delivery Man                     | Kristen                         |                         |
| 2014 | Ask Me Anything                  | Katie Kampenfelt / Amy Grantham |                         |
| 2014 | Cake                             | Becky                           |                         |
| 2015 | The Longest Ride                 | Sophia Danko                    |                         |
| 2015 | Tomorrowland                     | Casey Newton                    |                         |
| 2016 | Mother's Day                     | Kristin Collins                 |                         |
| 2016 | Mr. Church                       | Charlotte «Charlie» Brooks      |                         |
| 2016 | Jack Goes Home                   | Cleo                            |                         |
| 2017 | A Dog's Purpose                  | Hannah                          |                         |
| 2017 | The Space Between Us             | Tulsa                           |                         |
| 2020 | I Still Believe                  | Melissa Henning                 |                         |
| 2020 | Books of Blood                   | Jenna Branson                   |                         |
| 2021 | A Mouthful of Air                | Rachel Davis                    |                         |
| 2022 | About Fate                       | Carrie Hayes                    |                         |
| 2023 | The Re-Education of Molly Singer | Molly Singer                    |                         |

| Televisión | Televisión                           | Televisión                       | Televisión                                       |
| Año        | Título                               | Rol                              | Notas                                            |
| ---------- | ------------------------------------ | -------------------------------- | ------------------------------------------------ |
| 2000       | Sheena                               | Sheena (niña)                    | Episodio: «Buried Secrets»                       |
| 2001       | Power Rangers Time Force             | Tammy                            | Episodio: «Uniquely Trip»                        |
| 2004       | Tangled Up in Blue                   | Tula                             | Película para televisión                         |
| 2004       | Growing Pains: Return of the Seavers | Michelle Seaver                  | Película para televisión                         |
| 2005–2006  | Freddie                              | Mandy                            | 2 episodios                                      |
| 2006       | Women of a Certain Age               | Doria                            | Película para televisión                         |
| 2006       | Jesse Stone: Night Passage           | Michelle Genest                  | Película para televisión                         |
| 2007       | The Winner                           | Vivica                           | Episodio: «Pilot»                                |
| 2007       | CSI: Crime Scene Investigation       | Amy Macalino                     | Episodio: «Go to Hell»                           |
| 2008       | The Tenth Circle                     | Trixie Stone                     | Película para televisión                         |
| 2008       | Swingtown                            | Samantha Saxton                  | Personaje recurrente; 13 episodios               |
| 2008       | Law & Order: Special Victims Unit    | Christina «Tina» Divola Bernardi | Episodio: «Babes»                                |
| 2009       | Law & Order: Criminal Intent         | Kathy Devildis                   | Episodio: «Family Values»                        |
| 2009       | Three Rivers                         | Brenda Stark                     | Episodio: «Good Intentions»                      |
| 2010       | Avalon High                          | Allie Pennington                 | Película para televisión                         |
| 2010–2011  | Life Unexpected                      | Lux Cassidy                      | Elenco principal (temporadas 1-2); 26 episodios  |
| 2011–2012  | The Secret Circle                    | Cassie Blake                     | Elenco principal; 22 episodios                   |
| 2013–2014  | Under the Dome                       | Angie McAlister                  | Elenco principal; (temporadas 1-2); 15 episodios |
| 2016       | Casual                               | Fallon                           | Personaje recurrente (temporada 2); 3 episodios  |
| 2017       | Girlboss                             | Sophia Marlowe                   | Protagonista; 13 episodios                       |
| 2018       | Tangled: The Series                  | Vex                              | Voz; 3 episodios                                 |
| 2018–2019  | For the People                       | Sandra Bell                      | Elenco principal; 20 episodios                   |
| 2020       | Little Fires Everywhere              | Rachel                           | Episodio: «The Uncanny»                          |
| 2021       | Big Sky                              | Cheyenne Kleinsasser             | Personaje recurrente; 6 epiodios                 |
| 2022–2024  | The Rookie                           | Laura Stensen                    | 4 episodios                                      |
| 2022–2023  | The Rookie: Feds                     | Laura Stensen                    | Elenco principal; 22 episodios                   |

## Premios y nominaciones
| Año  | Asociación                    | Categoría                                                                                 | Trabajo              | Resultado | Ref.   |
| ---- | ----------------------------- | ----------------------------------------------------------------------------------------- | -------------------- | --------- | ------ |
| 2004 | Premios Young Artist          | Mejor actuación en una película televisiva, miniserie o especial - Actriz joven principal | The Ghost Club       | Nominada  | [ 16 ] |
| 2014 | Festival de Cine de Boston    | Mejor actriz de reparto                                                                   | White Rabbit         | Ganadora  | [ 17 ] |
| 2014 | Festival de Cine de Nashville | Mejor actriz                                                                              | Ask Me Anything      | Ganadora  | [ 18 ] |
| 2015 | CinemaCon Award               | Estrella del mañana                                                                       | N/A                  | Ganadora  |        |
| 2015 | Teen Choice Awards            | Mejor actriz de película: Drama                                                           | The Longest Ride     | Nominada  | [ 19 ] |
| 2015 | Teen Choice Awards            | Mejor actriz de cine - ciencia ficción / Fantasía                                         | Tomorrowland         | Nominada  | [ 19 ] |
| 2016 | Teen Choice Awards            | Mejor actriz de cine cipada                                                               | The Space Between Us | Nominada  | [ 20 ] |